# سوزان شاو
سوزان کریستین کروشاو (متولد ۲۹ سپتامبر ۱۹۸۱)، معروف به سوزان شاو، بازیگر، خواننده و شخصیت تلویزیونی انگلیسی است.
شاو بازیگر تئاتر موزیکال، مجری، بازیگر سینما، مدل و مجری تلویزیونی است. او در سال ۲۰۰۸ برنده سری سوم نمایش اسکیت آی‌تی‌وی شد و در سال ۲۰۱۴ در سریال All Stars شرکت کرد. شاو در سریال Emmerdale نقش شخصیت ایو جنسون را بازی کرده‌است.
در دو سالگی، شاو کلاس‌های باله و تپ را در مدرسه رقص جانت لوماس در بوری آغاز کرد. شاو در پنج سالگی در اولین نمایش دراماتیک آماتور خود، آنی اجرا کرد. شاو همچنین توانایی‌های موسیقی خود را با یادگیری ضبط و ویولن در مدرسه ابتدایی سنت مری و بعداً ساکسیفون در دبیرستان سنت گابریل RC توسعه داد. پس از ترک مدرسه، او برای دریافت دیپلم ملی BTec در هنرهای نمایشی به کالج اولدهام رفت.شاو با دی جی و مجری تلویزیونی جیسون کینگ رابطه برقرار کرد. این زوج از روزهای Hear'Say شاو با هم دوست بودند، اما در دسامبر ۲۰۰۵ پس از حضور در کنار هم در فیلم بدترین راننده مشهور بریتانیا، رابطه جدی خود را شروع کردند. این زوج با پسر شاو در آکسنهوپ در یورکشایر در مجاورت اندی بل زندگی می‌کردند. آنها نامزدی خود را در اوت ۲۰۰۸ اعلام و در کرایست چرچ، دورست، در ژوئن ۲۰۰۹ ازدواج کردند در ۱۳ فوریه ۲۰۱۲، اعلام شد که این زوج از هم جدا شده‌اند. در سال ۲۰۰۸، شاو توسط مردم به عنوان مادر سال انتخاب شد. پس از ازدواج، شاو مدتی مرخصی گرفت تا از شوهر جدیدش حمایت کند و خود را وقف زندگی خانوادگی کند. شاو همچنین گفت که او زندگی خانوادگی آرام را ترجیح می‌دهد و برای دوری از مطبوعات و سبک زندگی نمایشی تلاش می‌کند.